# Punk Goes Christmas
Punk Goes Pop Christmas is het veertiende compilatiealbum uit de Punk Goes... serie uitgegeven door Fearless Records. Het album bevat covers van populaire kerstliedjes, gespeeld door poppunk- en rockbands. Het is uitgegeven op 5 november 2013. In tegenstelling tot de meeste andere albums uit dezelfde serie spelen op dit album vooral poppunk, rock en alternatieve rock bands terwijl de bands op de andere albums vooral post-hardcore en metalcore spelen.

## Nummers
1. "Nothing for Christmas" - New Found Glory
2. "Fool's Holiday" - All Time Low
3. "I Had a Heart" - Real Friends
4. "Father Christmas" (The Kinks) - Man Overboard
5. "This Christmas" (Donny Hathaway) - The Summer Set
6. "There Will Be No Christmas" - Crown the Empire
7. "Christmas Lights" (Coldplay) - Yellowcard
8. "Merry Christmas, Happy Holidays" ('N Sync) - Issues
9. "All I Can Give You" - Jason Lancaster
10. "I Don't Wanna Spend Another Christmas Without You" - The Ready Set
11. "This Christmas Day (I'll Burn It To The Ground)" - Set It Off
12. "Do You Hear What I Hear?" (The Harry Simeone Chorale) - William Beckett

### Deluxe versie
1. "12 Days of Pop-Punk Christmas" - Jarrod Alonge

1. "Home Alone Theme" (John Williams) - August Burns Red

1. "Have Yourself A Merry Little Christmas" (Judy Garland) - Being as an Ocean

1. "Sleigh Ride" (Arthur Fiedler) - This Wild Life

Punk Goes Metal ·
Punk Goes Pop ·
Punk Goes Acoustic ·
Punk Goes 80's ·
Punk Goes 90's ·
Punk Goes Acoustic 2 ·
Punk Goes Crunk ·
Punk Goes Pop Volume Two ·
Punk Goes Classic Rock ·
Punk Goes Pop Volume 03. ·
Punk Goes X ·
Punk Goes Pop Volume 4 ·
Punk Goes Pop Volume 5 ·
Punk Goes Christmas ·
Punk Goes 90s Vol. 2 ·
Punk Goes Pop Vol. 6 ·
Punk Goes Pop Vol. 7